# Beltane

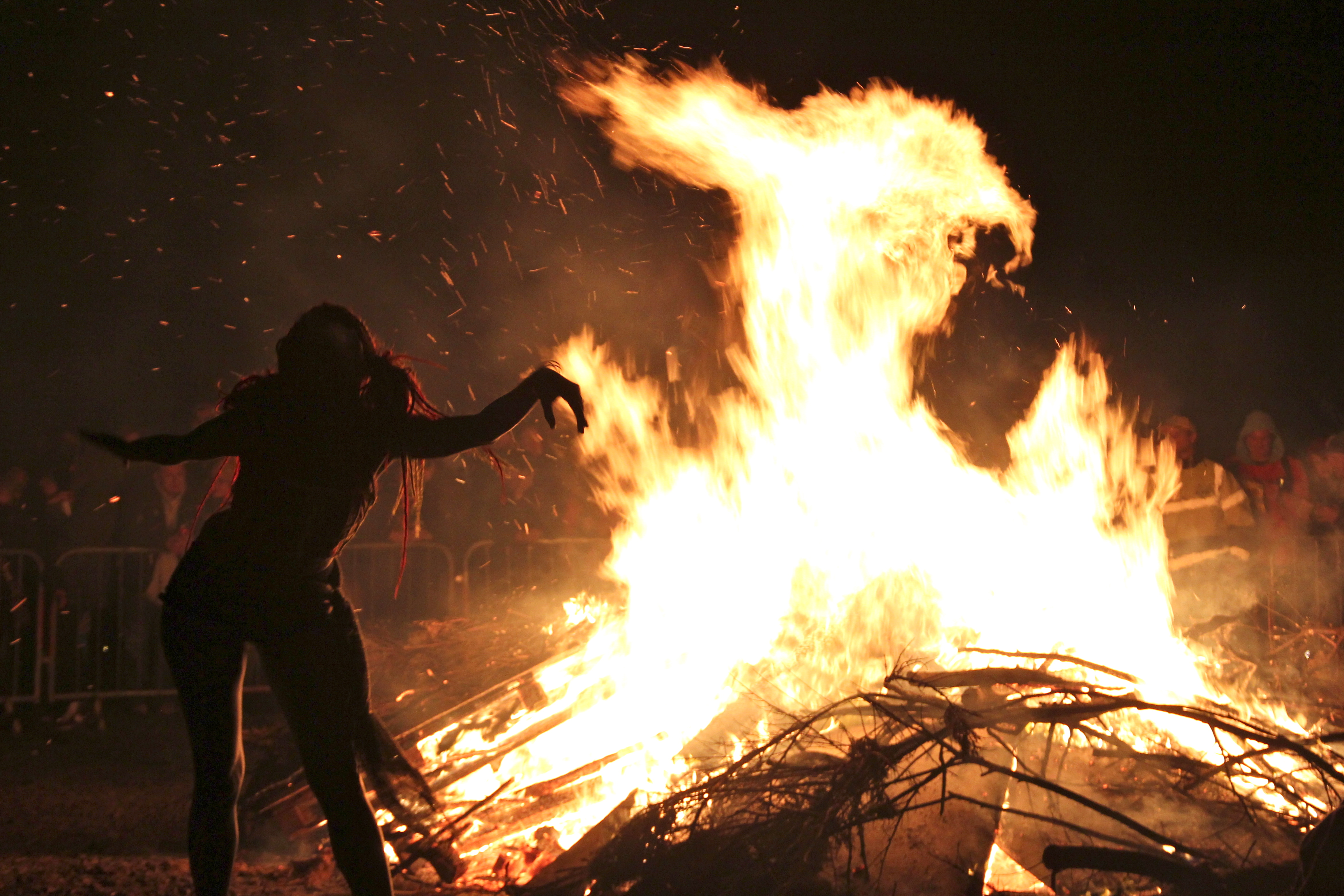
Vreugdevuur tijdens Beltane, Edinburgh

Beltane (uitspraak bjeltənjə), ook Beltain, Beltaine, Bealtaine, Bealtane, là bealtain, Biltine of Bealtuinnis, is een jaarlijks vruchtbaarheidsfeest dat deel uitmaakt van de cultuur van de Kelten in Ierland en Schotland (maar niet op dezelfde wijze bekend is van andere Kelten, hoewel ook die lentefeesten hielden). Het feest wordt ook wel May Eve, May Day of Cétshamhain genoemd. In Wales is een tegenhanger van het feest bekend als Cyntefin, Dydd Calan Mai en Calan Mai, in Cornwall als Cala' Mē en in Brittannië als Kala-Hañv.
Het begint op 30 april, aan de vooravond van 1 mei, ter ere van Belenos, de god van leven en dood. 1 mei wordt in het Schots-Gaelisch nog steeds Latha Buidhe Bealltainn genoemd, en de meimaand heet in het Iers-Gaelisch mí na Bealtaine.
Beltane staat in het teken van bloei en bevruchting. Het is de tegenhanger van Samhain, wanneer de winter wordt ingeluid en dat voor dood en duisternis staat. Beltane staat dus voor licht en leven.

## Historische vorm

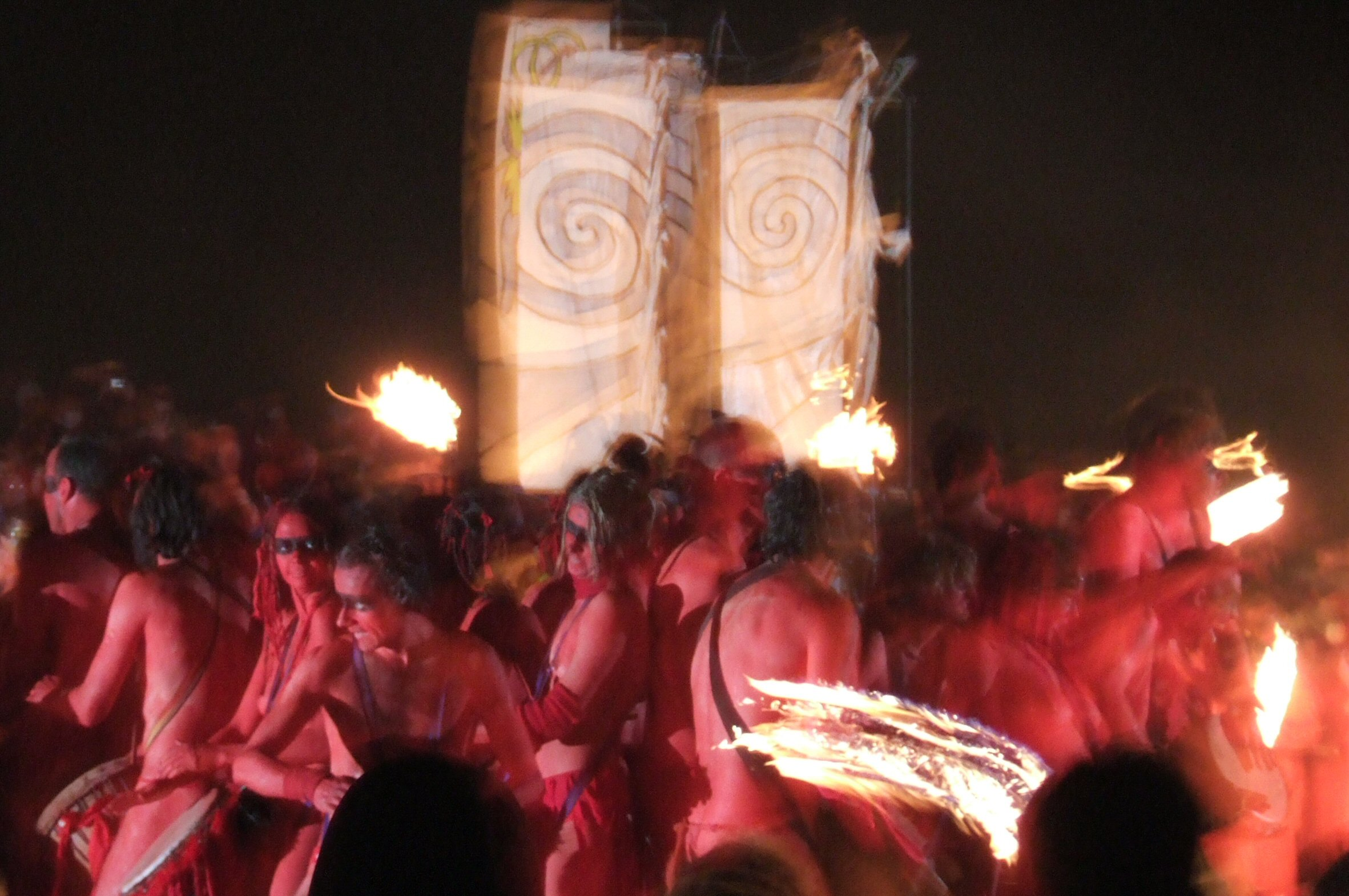
Beltane-dans (2006)

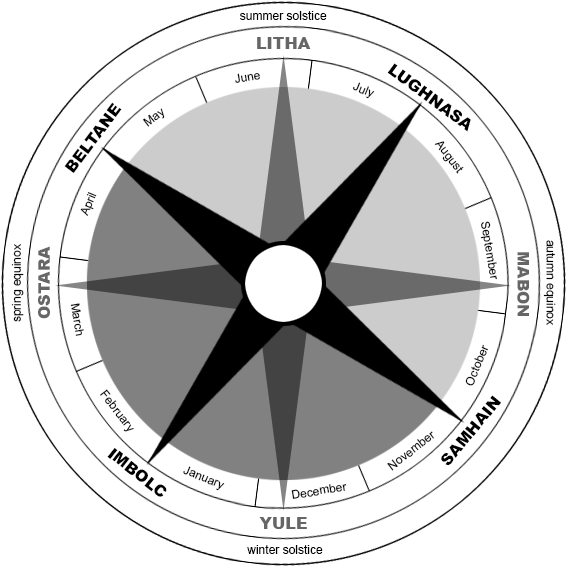
Het Wiel van het Jaar

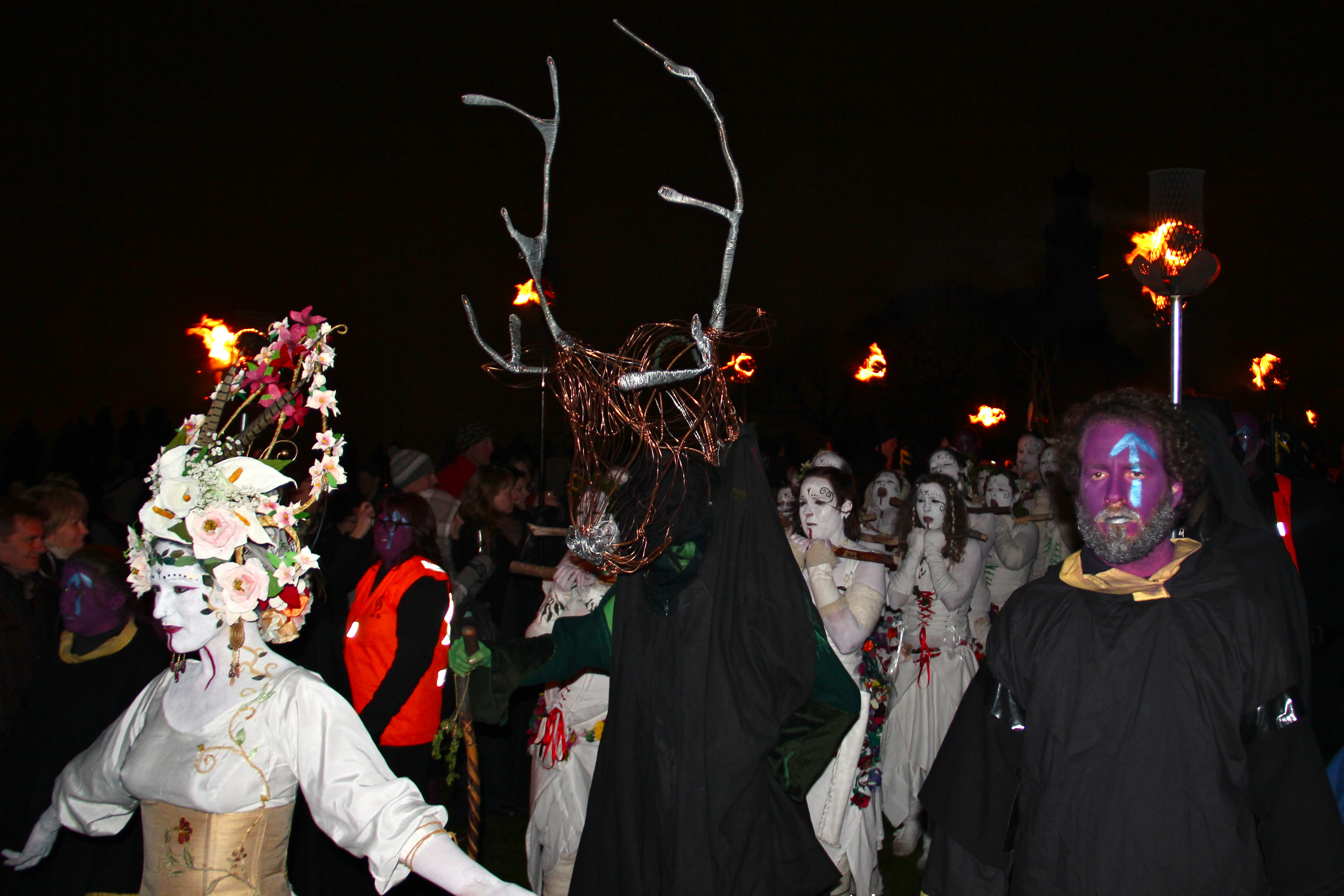
Processie tijdens Beltane, 2012

Beltane wordt voor het eerst vermeld in de Sanas Chormaic, een verklarende woordenlijst voor Iers-Keltische begrippen, samengesteld door bisschop Cormac van Cashel, tevens koning van Munster, rond 900 n.C. Beltine staat er vermeld als "vuur van Bel" (tine is het Gaelisch voor vuur).
Het is een kruiskwart dag, die het midden aangeeft tussen lente-equinox en zomerzonnewende. Oorspronkelijk was het feest kennelijk een reinigingsritueel om vruchtbaarheid en bescherming tegen ziekten af te smeken, waarbij mensen en vee symbolisch tussen vuren werden geleid (beltene is "fel vuur" in het Oudiers) zodat hun ongerechtigheden zouden verdwijnen en de nieuwe groei een zuiver begin kon hebben, vrij van zonde en ziekte.
De Keltische druïden legden die twee grote noodvuren (teine éigin, in Cornwall Cala' Mē genoemd) aan op de heuvels ter evocatie van de zonnegod die moeder aarde bevrucht. Het vee werd er eerst door gejaagd ter zuivering. En de mensen liepen er dan ook tussendoor. In deze vorm is het tot in christelijke tijden blijven voortbestaan. In Schotland werden afbeeldingen van heksen verbrand op het vuur.
Edward Dwelly vermeldde in 1901 enkele bijzonderheden omtrent de feestdag in zijn Gaelisch woordenboek. Als voorbereiding op de dag werd het turfvuur in de hutten gedoofd; wanneer het feest was aangebroken, ontstaken de druïden op de toppen van de heuvels een heilig vuur, waarmee de haarden opnieuw werden aangestoken. Het vee werd tussen de vuren gedreven, zodat het voor een jaar gezuiverd werd. Vervolgens kwamen de jonge inwoners van het dorp samen op de heide, waar ze zichzelf in een cirkel in het turf ingroeven. Ze bereidden een maaltijd met eieren en melk op een vuur dat ze in de cirkel aanstaken, en vervolgens maakten ze een soort taart van havermout.
In de Keltische mythologie is het een magische dag waarop de grenzen tussen de normale werkelijkheid en de Andere Wereld vervagen en er dus allerlei wonderlijke dingen kunnen gebeuren. Anders dan tijdens Samhain, wanneer de doden toegang hebben tot het rijk der levenden, kunnen nu omgekeerd de levenden hun wereld verlaten en bijvoorbeeld het elfenrijk bezoeken. In veel verhalen brengt het groot ongeluk als sommige handelingen, zoals een huwelijksvoltrekking, in de periode tussen Samhain en Beltane worden uitgevoerd; die moesten dan tot de lente worden uitgesteld: als ze te overhaast nét voor Samhain werden voltrokken, bracht dat ook weer ongeluk, zoals bij de beroemde legende van Branwen, die iets te snel hoge koning Matholwch van Ierland huwt, met rampzalige gevolgen.
De maand mei (Romeinse mensis Maius) was de maand van vruchtbaarheid en bloei bij uitstek. Vanaf de 13e eeuw werd met mei of meye een bloeiende tak aangeduid, die gebruikt werd in vruchtbaarheidsrituelen en om de levenskracht te stimuleren. Uitvoeren van bepaalde rituelen met meitak of meiboom werd meien genoemd.
Na de kerstening is de maand mei de Mariamaand geworden. Vaak is Maria de beschermvrouw van het graan en de oogst. (In Frankrijk: Notre Dame de trois épis).

## Wicca

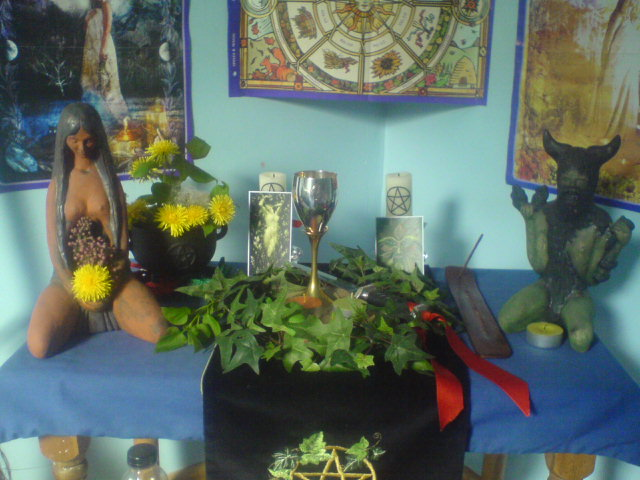
Wicca-altaar voor Beltane, Wales

Tegenwoordig wordt het ook gevierd door paganisten en aanhangers van de Keltische spiritualiteit, die er elementen van de Germaanse meiviering aan hebben toegevoegd.
De wiccabeweging heeft het feest overgenomen en noemt het ook May Eve of meifeest. Tijdens dit Beltane wordt er door de leden van een coven of door alle deelnemers aan het meifeest een meikoningin gekozen die de aardse vorm van de Godin symboliseert.
Bijbehorende kleuren zijn dan lichtgroen, roze, wit, geel en andere lente en zomerkleuren. Wiccans en aanhangers van de Keltische spiritualiteit vieren dit feest door onder andere over Beltanevuren heen te springen, maar ook door bijvoorbeeld te zaaien en offers te brengen.

## Germaanse en Saksische tegenhanger
Bij de Germanen en Saksen wordt op hetzelfde moment het vruchtbare paar Wodan en Freya herdacht in wat later de Walpurgisnacht werd. De godin wordt vaak afgebeeld met drie graanhalmen, wat aan de oude cultus van Cybele appelleert. In de volksmythen vlogen die nacht heksen van overal over heuvels en bergen en kwamen ze tezamen om in het gezelschap van saters en duivels de vruchtbaarheid te vieren (heksensabbat).

## Deurne
- In Deurne staat in de wijk Sint-Jozefparochie een appartementencomplex Beltaine.[2]